# Пустеля Гібсона

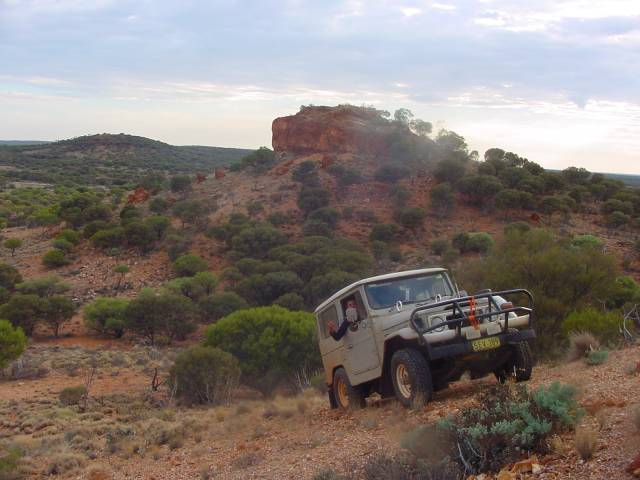
У пустелі Гібсона

23°43′48″ пд. ш. 127°59′48″ сх. д. / 23.73° пд. ш. 127.99666666667° сх. д.
Пустеля Гібсона (англ. Gibson Desert) — піщана пустеля в Австралії (у центрі штату Західна Австралія), між Великою Піщаною пустелею на півночі та Великою пустелею Вікторія на півдні, на заході межує з Малою піщаною пустелею.
Площа близько 155 000 км² і розташовується в межах плато, яке складене докембрійськими породами і вкрите щебенем, що виникли внаслідок руйнування древнього залізистого панцира.
Один із перших дослідників регіону схарактеризував її як «величезну горбисту пустелю із гравію»
.
Середня висота пустелі — 411 м,

у східній частині є останцеві кряжі висотою до 762 м, складені гранітами та пісковиком.

Із заходу пустеля обмежена хребтом Хамерслі.
У західній та східній частинах складається з довгих паралельних піщаних пасм, але в центральній частині рельєф вирівнюється.

На заході лежать кілька озер-солончаків, включаючи озеро Дісаппойнтмент площею 330 км², що на межі з Великою Піщаною пустелею.
Опади дуже нерегулярні, їх кількість не перевищує 250 мм на рік.
Ґрунти піщані, багаті на залізо, сильно вивітрені.
Місцями зустрічаються зарості безжилкової акації, лободи та Spinifex, які розцвітають яскравими квітами після рідкісних дощів.

На території пустелі Гібсона в 1977 році був організований заповідник, площа якого становить 1 859 286 га.

У заповіднику мешкає безліч пустельних тварин, таких як великі білбі (які перебувають під загрозою знищення), червоні кенгуру, ему, лежень австралійський, смугаста трав'яна кропив'янка і молох.
На озеро Дисаппойнтмент та сусідні озера, що з'являються після рідкісних дощів, злітаються птахи.

Населена переважно австралійськими аборигенами. Пустеля відкрита в 1873 році

(або 1874
) англійською експедицією Ернеста Джайлса, який перетнув її в 1876 році, названа на ім'я члена експедиції Альфреда Гібсона, що загинув.